# Gábor Devecseri
Gábor Devecseri (* 27. Februar 1917 in Budapest; † 31. Juli 1971 ebenda) war ein ungarischer Dichter und Übersetzer. Er hat die wichtigsten Klassiker der griechischen und römischen Antike in ein modernes Ungarisch übertragen.
Seinen ersten Gedichtband gab er gemeinsam mit Gábor Karinthy als Fünfzehnjähriger heraus. 1938 erschien seine Übersetzung der Gedichte von Catull mit einem Vorwort von Karl Kerényi. 1941 promovierte er in klassischer Philologie, seine Dissertation behandelte die Dichtung von Kallimachos. Von 1942 bis 1945 arbeitete er als Bibliothekar in der Baumgarten Bibliothek. In dieser Zeit erschienen von ihm Übersetzungen von Plautus, Platon, Herodot und Aristophanes. Ab 1945 unterrichtete er an der Budapester Universität griechische Literatur und an der Akademie für Schauspiel Kunstgeschichte. Seine Homer-Übersetzungen erschienen in den Jahren 1947 (Odyssee) und 1952 (Ilias). Von 1945 bis zu seinem Tod im Jahre 1971 erschienen zahlreiche Gedicht- und Essaybände.
Er gehörte zur dritten Generation der Literaturzeitschrift Nyugat. Seine Begeisterung für die Antike stand unter dem Einfluss von Karl Kerényi, während er in seiner Dichtung die Tradition von Dezső Kosztolányi, Antal Szerb und Mihály Babits fortführte.